# Царегородцев, Михаил Егорович
Михаил Егорович Царегородцев (1938—2016) — советский и российский организатор производства, генеральный директор НПО «Сибцветметавтоматика» (Красноярск).

## Биография
Родился 26 августа 1937 года в деревне Бандорино Марийской АССР в большой крестьянской семье.
В 1960 году — окончил Свердловский горный институт по специальности «разработка месторождений полезных ископаемых», затем без отрыва от производства получил в этом же вузе второе высшее образование — «автоматизация и комплексная механизация горной промышленности».
Начинал свою трудовую деятельность на рудниках и золотых приисках в Забайкалье, работал крепильщиком, проходчиком, взрывником, горным мастером, главным инженером.
В 1966 году — переезжает в Красноярск, где тогда жил его младший брат, где начал работать на предприятии «Краспромавтоматика» (так тогда называлось будущее НПО), пройдя путь от руководителя группы до директора предприятия (в 1970 году), и которое возглавлял до 1993 года.
На этом посту превратил предприятие в крупный научно-производственный холдинг с 15 тысячами сотрудников, мощной производственно-конструкторской базой, своим НИИ, заводом, филиалами по всему Советскому Союзу.
Автор более 200 изобретений, подтвержденных авторскими свидетельствами и патентами.
Кандидат технических наук, профессор, академиком инженерных академий — Российской и Международной.
Принимал участие в ликвидации последствий катастрофы на Чернобыльской АЭС с 09.05 по 23.07.1986 года в качестве руководителя коллектива по радиоуправляемой технике.
Под его руководством на НПО были сконструированы, изготовлены и установлены в красноярских больницах реанимационные барокамеры «Енисей» и «Мана» для взрослых и детей, комплекс инструментария для больных сколиозом, магнитно-терапевтический аппарат для онкологии.
Умер 30 апреля 2016 года.

## Награды
- 2 ордена Трудового Красного Знамени
- Орден Мужества — за заслуги во время ликвидации последствий катастрофы на ЧАЭС